# Havelsee
Havelsee é um município da Alemanha, situado no distrito de Potsdam-Mittelmark, no estado de Brandemburgo. Tem 66,60 km² de área, e sua população em 2019 foi estimada em 3.285 habitantes.